# Черновицкий национальный университет имени Юрия Федьковича
Черновицкий национальный университет имени Юрия Федьковича (укр. Чернівецький національний університет імені Юрія Федьковича) — государственное высшее учебное заведение 4-го уровня аккредитации в городе Черновцы, основанное в 1875 году.

## История
Черновицкий университет основан 4 октября 1875 года согласно указу императора Франца Иосифа на базе духовной семинарии в составе трёх факультетов: богословского, юридического и философского.

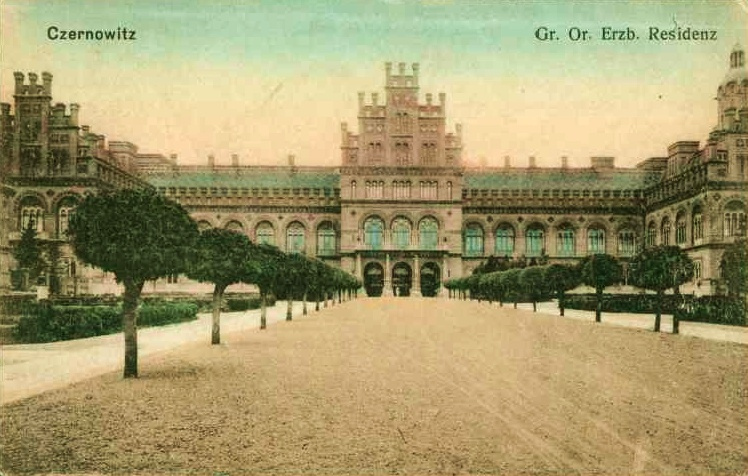
Черновицкий университет, 1905 год

До 1918 года, пока город находился в составе Австро-Венгерской империи, преподавание велось на немецком языке.
В 1918 году Румыния захватила Буковину. В 1920 году учебное заведение было преобразовано в румынский Университет имени Кароля I. Преподавание в 1918—1940 годах велось на румынском языке. В 1930-е годы в университете действовали марксистский кружок и подпольная коммунистическая организация.
После присоединения Северной Буковины к СССР в июне 1940 года был преобразован в Черновицкий государственный университет, с 7 факультетами и преподаванием на украинском языке.
В 1975 году университет был награждён орденом Трудового Красного Знамени.
В 1976/77 учебном году здесь обучалось около 10 тыс. студентов, работало свыше 500 преподавателей, в том числе 26 профессоров и докторов наук, свыше 290 доцентов и кандидатов наук.
В 1977 году в составе университета действовало 11 факультетов (исторический, филологический, иностранных языков, математический, физический, химический, биологический, географический, общетехнический, заочный, заочный экономический); вечернее и подготовительное отделения; факультет повышения квалификации; аспирантура; 51 кафедра, ботанический сад, биологическая база, эксперимент, рыбозавод, сейсмическая и метеорологическая станции, 2 проблемные лаборатории (физики полупроводников и термодинамики необратимых процессов в химии), 4 музея (зоологический, ботанический, геологический, истории университета), а также научная библиотека (свыше 1,7 млн томов).
В мае 1997 года в состав университета передали городское педагогическое училище.

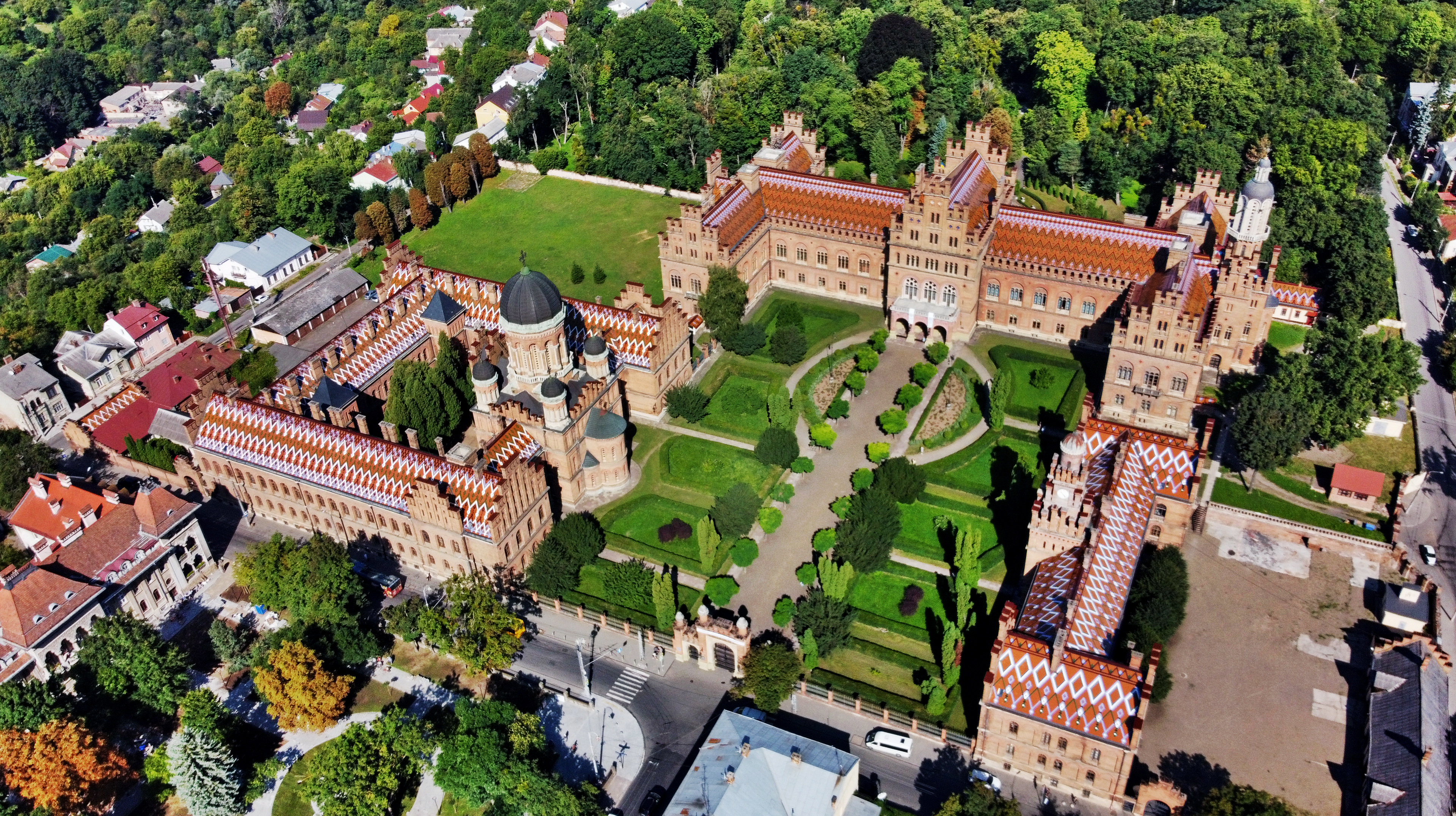
Общий вид университета

11 сентября 2000 года переименован в Черновицкий национальный университет.
27 июня 2011 года 35-я сессия Комитета всемирного наследия ЮНЕСКО приняла решение о включении в список Всемирного культурного наследия центрального корпуса университета — бывшей резиденции митрополитов Буковины и Далмации.
В 2014 году агентство «Эксперт РА» включило ЧНУ в список лучших высших учебных заведений СНГ, где ему был присвоен рейтинговый класс «Е».
В январе 2016 года Кабинет министров Украины включил в состав ЧНУ находившийся в городе Буковинский государственный финансово-экономический университет (бывший финансовый техникум).

## Современное состояние

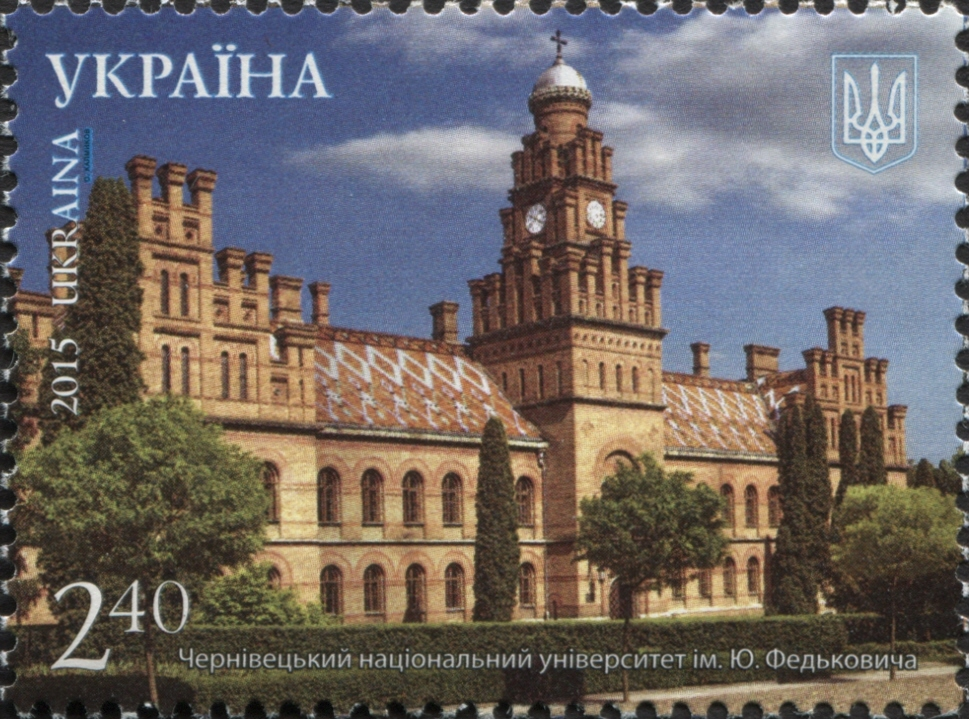
Почтовая марка Украины, посвящённая университету (2015)

Сегодня здесь функционирует 16 факультетов и Черновицкое педагогическое училище в составе ЧНУ. В университете учится почти 19 тыс. студентов на 61 специальности. Основными направлениями подготовки являются естественные, точные и гуманитарные науки, кроме того здесь готовят гражданских богословов.
В ведении университета также находится дендропарк.

## Корпуса и кампусы

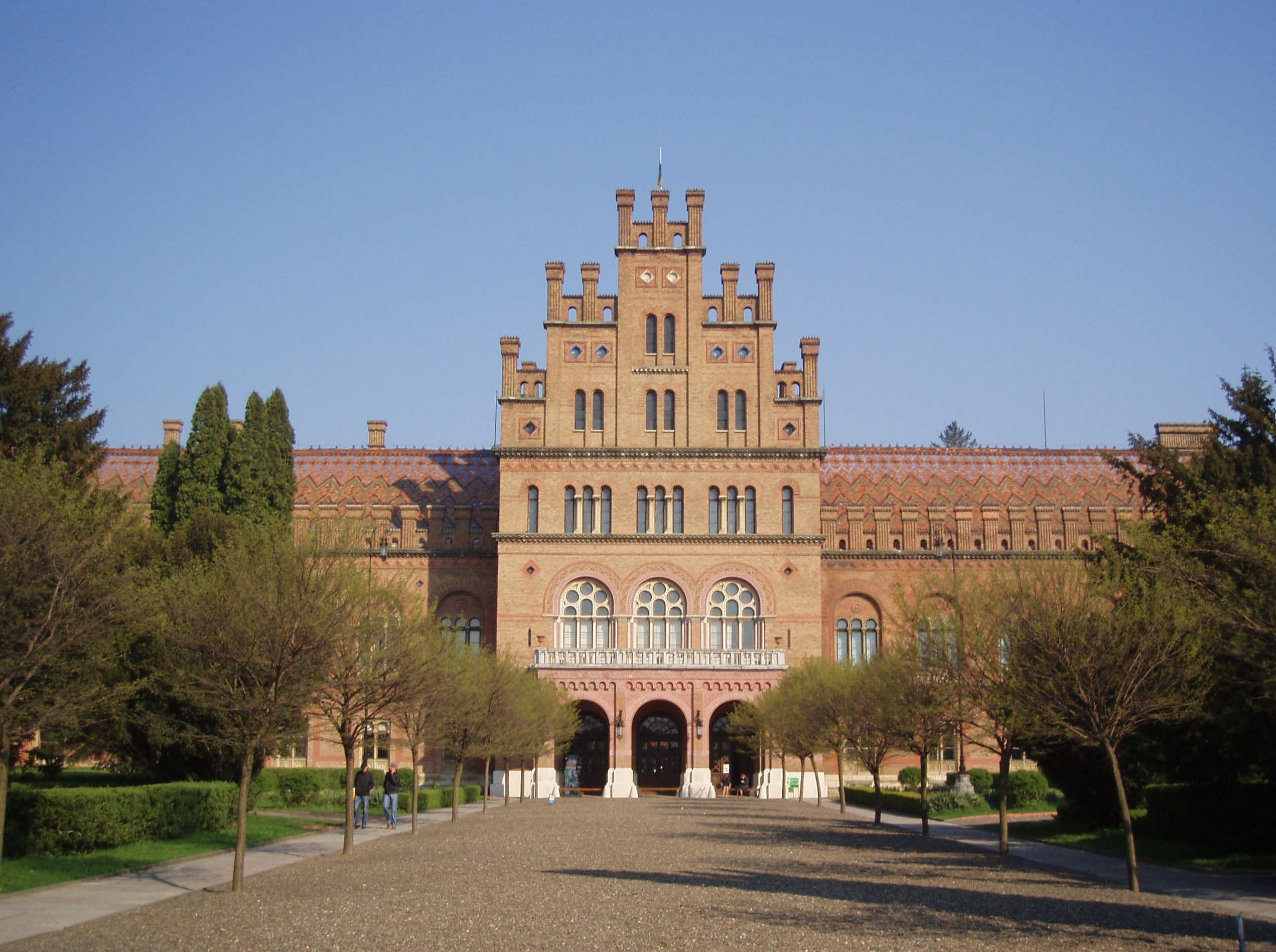
Резиденции митрополитов Буковины и Далмации

Основной корпус университета был построен при румынской администрации в период с 1920-го по 1922-й годы. Университет располагается в 17 корпусах с общим количеством зданий 105 ед. Общая площадь помещений составляет 110,8 тыс. м², в том числе учебная — 66 тыс. м².
На территории главного корпуса находятся три учебных корпуса (№ 4, 5, 6) и действующая церковь Трёх Святителей.
В учебном корпусе № 1 (ул. Университетская, 28) находятся факультет прикладной математики и факультет компьютерных наук. В учебном корпусе № 2 (ул. Университетская, 19) расположился юридический факультет. Химический факультет и факультет биологии, экологии и биотехнологии занимают учебный корпус № 3 (ул. Л.Украинки, 25). В учебных корпусах № 4, 5, 6 (ул. Коцюбинского, 2) учатся студенты географического факультета, факультета иностранных языков, филологического и философско-теологического факультетов. Физический и инженерно-технический факультеты находятся в учебном корпусе № 9 (ул. Сторожинецкая, 101). Колледж расположен в учебном корпусе № 12 (ул. Сковороды, 9). Факультет истории, политологии и международных отношений совместно с экономическим факультетом занимают учебный корпус № 14 (ул. Кафедральная, 2). Факультет педагогики, психологии и социальной работы, а также факультет физической культуры и здоровья человека расположены в учебных корпусах № 15, 16 (ул. Красноармейская, 41 и ул. Стасюка, 4д).
Около 3500 студентов университета проживают в 7 общежитиях общей площадью 37,6 тыс. м². В университете функционируют 7 открытых спортивных площадок (2 футбольные, 2 волейбольные, баскетбольная, гандбольная, теннисный корт) и 8 закрытых спортивных залов (2 фитнес-зала, залы аэробики, гимнастический, борцовский, атлетический, зал силовой подготовки и спортивный игровой зал).

## Институты и факультеты

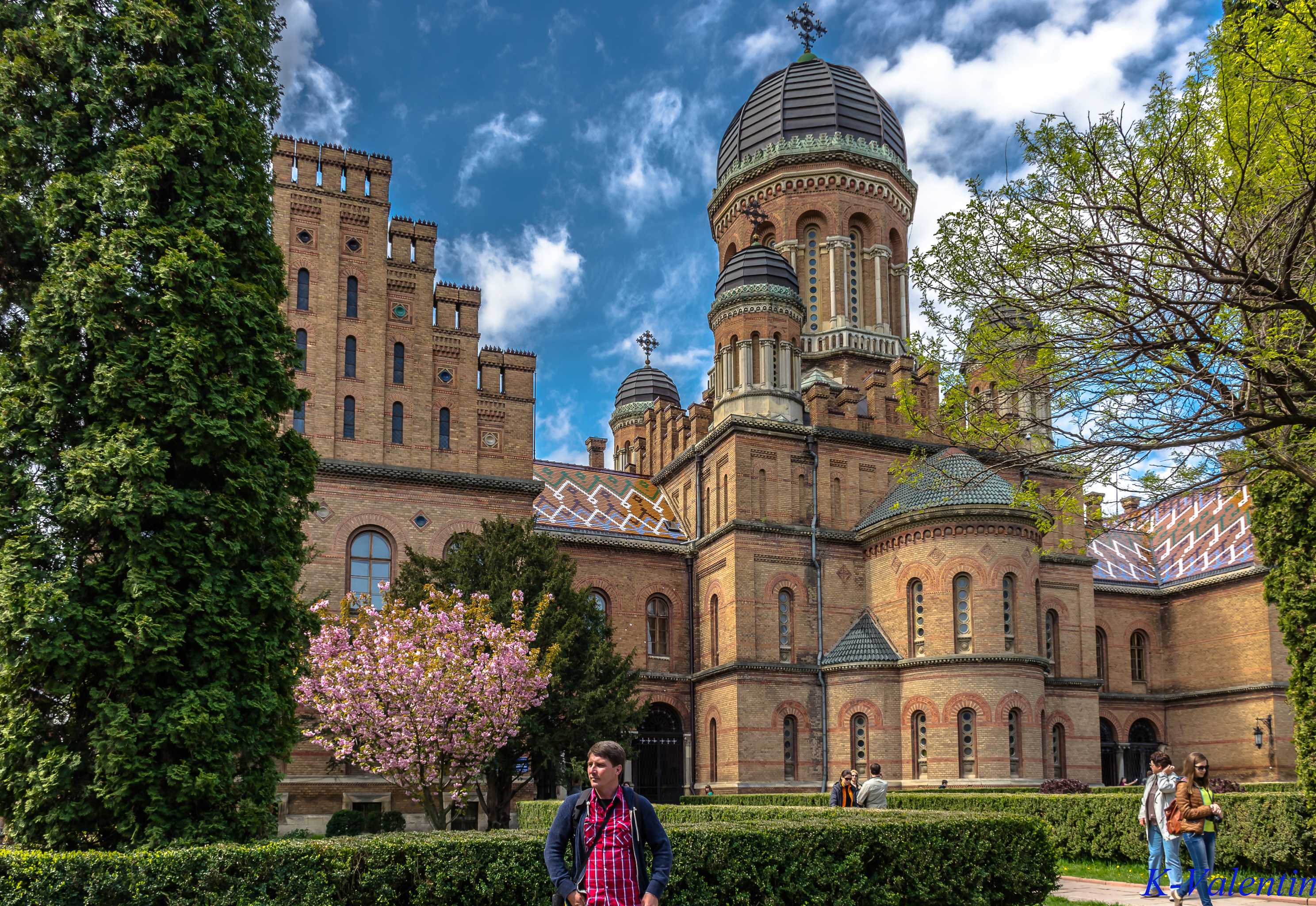
Семинарская церковь

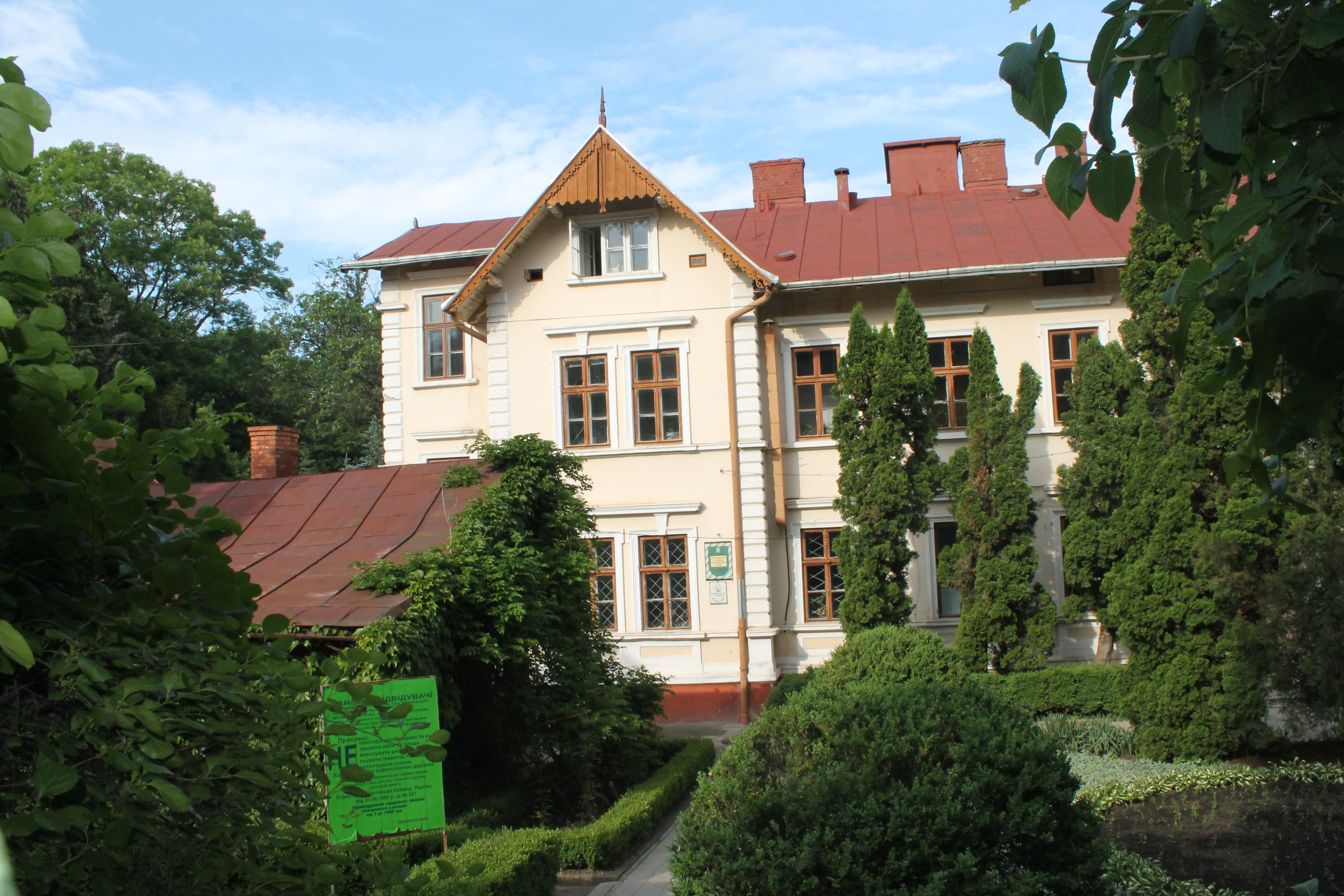
Ботанический сад Черновицкого национального университета

### Факультет истории

#### История
Основан 1940 г. в Черновицком университете был создан факультет истории на базе гуманитарного факультета. При его основании было создано три кафедры: кафедра истории Советского союза, кафедра истории давней и средневековой истории, кафедра новой и новейшей истории, кроме того формально была создана кафедра истории Украины, но ее позднее в 1949 г. приссоденили к кафедре истории народов Советского союза. Также в структуру факультета с 1970 по 1990 входила кафедра комсомольского воспитания молодежи.

#### Деканы
1-й к.и.н. доц. Михаил Федорович Сковронский 1940—1941;
2-й к.и.н. доц. Иван Иванович Кравченко 1944—1947;
3-й д.и.н. проф. Владимир Алексеевич Голобуцкий 1947—1949;
4-й к.и.н доц. Константин Григорьевич Ципко 1949—1954
5-й к.и.н. доц. Николай Афанасьевич Лищенко 1954—1958;
6-й к.и.н. доц. Тихон Никитович Сопильнюк 1958—1962
7-й к.и.н доц. Григорий Семенович Габ 1962—1971;
8-й к.и.н доц. Николай Афанасиевич Лищенко 1971—1976;(второй раз)
9-й д.и.н проф. Юрий Иванович Макар 1976—2002;
10-й д.и.н. проф. Александр Владимирович Добржанский с 2002

#### Кафедры

##### Кафедра истории Украины
Заведующие: И.И.Кравченко (1944-1949); И.А.Гриценко (1949-1968); Н.А.Лищенко (1968-1971); Н.Н.Кравец (1971-1975); Н.А.Лищенко (1975-1980); П.В.Михайлина (1980-1990); В.М.Ботушанский (1990-2005); А.В.Добржанский (2005-2017); В.М.Ботушанский (2017-2022); Н.Р.Гуйванюк (с 2022)

##### Кафедра новой истории[8]
Заведующие: В.К.Литвинов (1944-1946); А.Д.Дмитрев (1946-1947); П.К.Морочко (1947); С.Ш.Гринберг (1948-1951); В.К.Литвинов (1951-1955); М.А.Алекберли (1955-1959); И.М.Теодорович 1959-1966 В.В.Шаповалов (1966-1971) И.И.Теодорович 1971-1986 Ю.И.Макар (1986-2001); А.И.Сыч (с 2001)

##### Кафедра древней и средневековой истории
Заведующие: Е.В.Черезов (1951-1955); (1976-1981); Г.К.Кожолянко (1981-1990); Л.П.Михайлина (1990-1991); В.А.Балух (1991-2000): И.П.Возный (2000-2002); Г.К.Кожолянко (2002-2006); С.В.Пивоваров (2006-2013); М.К.Чучко (2013-2022)

### Факультеты и институты
- Институт биологии, химии и биоресурсов
- Географический
- Экономический
- Физико-технических и компьютерных наук
- Иностранных языков
- Истории, политологии и международных отношений
- Прикладной математики
- Педагогики и психологии
- Филологический
- Философско-теологический
- Юридический
- Физический
- Культуры и здоровья человека
- Черновицкое педагогическое училище
- Ботанический сад Черновицкого национального университета

### Ректоры
- 1875—1876 Константин Томащук
- 1878—1879, 1890—1891 Фридрих фон Либлой Шулер
- 1881—1882 Алоис Гольдбахер
- 1882—1883, 1893—1894 Фридрих Клейнвехтер
- 1885—1886 Карл Хиллер
- 1886—1887 Фейт Грабер
- 1887—1888 Генрих Зингер
- 1889—1890 Эмиль Калужняцкий
- 1891—1892 Рихард Пшибрам
- 1897—1898 Исидор Хильберг
- 1903—1904 Вальтер Хёрманн фон Хёрбах
- 1906—1907 Ойген Эрлих
- 1907—1908 Евгений Козак
- 1908—1909 Карл Зелинка
- 1910—1911 Маттиас Фридвагнер
- 1912—1913 Раймунд Фридрих Кайндль
- 1913—1914 Ханс фон Фриш
- 1918—1920 Василий Тарнавский
- 1920—1921, 1933—1940 Ион Нистор
- 1921—1922 Максимилиан Хакман
- 1923—1925, 1927—1930 Валериан Сезан
- 1925—1926 Ромулус Киндя
- 1930-е
- 1940-е — [уточнить]
- 1944—1949 Павел Каниболоцкий
- 1950-е
- 1968—1987 Константин Червинский